# Campionato europeo maschile di pallacanestro Under-20 2012
Il 15º Campionato Europeo maschile Under-20 di Pallacanestro FIBA (noto anche come FIBA EuroBasket Under-20 2012) si è svolto in Slovenia dal 12 luglio al 22 luglio 2012.
Al termine della competizione la Estonia under 20 e la Georgia under 20 vennero retrocesse in Division B.

## Risultati

### Prima fase a gruppi

#### Gruppo A
| Squadra    | G | V-P | PF-PS   | Diff. | P.ti |
| ---------- | - | --- | ------- | ----- | ---- |
| Serbia     | 3 | 3-0 | 230-185 | +45   | 6    |
| Germania   | 3 | 2-1 | 170-176 | −6    | 5    |
| Francia    | 3 | 1-2 | 221-192 | +29   | 4    |
| Montenegro | 3 | 0-3 | 196-264 | −68   | 3    |

#### Gruppo B
| Squadra | G | V-P | PF-PS   | Diff. | P.ti |
| ------- | - | --- | ------- | ----- | ---- |
| Russia  | 3 | 3-0 | 233-197 | +36   | 6    |
| Grecia  | 3 | 2-1 | 244-221 | +23   | 5    |
| Ucraina | 3 | 1-2 | 233-239 | −6    | 4    |
| Estonia | 3 | 0-3 | 196-249 | −53   | 3    |

#### Gruppo C
| Squadra  | G | V-P | PF-PS   | Diff. | P.ti |
| -------- | - | --- | ------- | ----- | ---- |
| Spagna   | 3 | 3-0 | 254-160 | +94   | 6    |
| Turchia  | 3 | 2-1 | 227-207 | +20   | 5    |
| Lettonia | 3 | 1-2 | 200-178 | +22   | 4    |
| Georgia  | 3 | 0-3 | 166-302 | −136  | 3    |

#### Gruppo D
| Squadra  | G | V-P | PF-PS   | Diff. | P.ti |
| -------- | - | --- | ------- | ----- | ---- |
| Slovenia | 3 | 3-0 | 238-218 | +20   | 6    |
| Italia   | 3 | 2-1 | 244-225 | +19   | 5    |
| Lituania | 3 | 1-2 | 243-247 | −4    | 4    |
| Svezia   | 3 | 0-3 | 202-237 | −35   | 3    |

### Qualifying round
|  | Ammesse alle semifinali                  |
|  | Ammesse ai confronti per il 9º-12º posto |

#### Gruppo E
| Squadra  | G | V-P | PF-PS   | Diff. | P.ti         |
| -------- | - | --- | ------- | ----- | ------------ |
| Serbia   | 5 | 5-0 | 391-295 | +96   | 10           |
| Germania | 5 | 3-2 | 337-329 | +8    | 8            |
| Grecia   | 5 | 2-3 | 362-383 | −21   | 7 (1–1, +15) |
| Francia  | 5 | 2-3 | 330-320 | +10   | 7 (1–1, +2)  |
| Russia   | 5 | 2-3 | 329-378 | −49   | 7 (1–1, −17) |
| Ucraina  | 5 | 1-4 | 357-401 | −44   | 6            |

#### Gruppo F
| Squadra  | G | V-P | PF-PS   | Diff. | P.ti         |
| -------- | - | --- | ------- | ----- | ------------ |
| Slovenia | 5 | 5-0 | 379-345 | +34   | 10           |
| Lituania | 5 | 2-3 | 396-359 | +37   | 7 (2–2, +43) |
| Spagna   | 5 | 2-3 | 342-341 | +1    | 7 (2–2, +8)  |
| Lettonia | 5 | 2-3 | 346-350 | −4    | 7 (2–2, +3)  |
| Turchia  | 5 | 2-3 | 335-356 | −21   | 7 (2–2, −18) |
| Italia   | 5 | 2-3 | 381-428 | −47   | 7 (2–2, −34) |

### Classification round
|  | Retrocesse in Division B |

#### Gruppo G
| Squadra    | G | V-P | PF-PS   | Diff. | P.ti |
| ---------- | - | --- | ------- | ----- | ---- |
| Svezia     | 6 | 5-1 | 448-401 | +47   | 11   |
| Montenegro | 6 | 4-2 | 473-414 | +59   | 10   |
| Estonia    | 6 | 2-4 | 426-467 | -41   | 8    |
| Georgia    | 6 | 1-5 | 426-491 | −65   | 7    |

### Fase ad eliminazione diretta

#### Tabellone gare 9º - 12º posto
|  | Playoffs | Playoffs | Playoffs |        |         | Nono posto       | Nono posto       | Nono posto       |  |
|  |          |          |          |        |         |                  |                  |                  |  |
|  | Russia   | Russia   | 68       |        |         |                  |                  |                  |  |
|  | Russia   | Russia   | 68       |        |         |                  |                  |                  |  |
|  | Italia   | Italia   | 69       |        |         |                  |                  |                  |  |
|  | Italia   | Italia   | 69       |        | Turchia | Turchia          | 65               |                  |  |
|  |          |          |          |        | Turchia | Turchia          | 65               |                  |  |
|  |          |          | Italia   | Italia | 61      |                  |                  |                  |  |
|  | Turchia  | Turchia  | Italia   | Italia | 61      | 74               |                  |                  |  |
|  | Turchia  | Turchia  |          |        |         | 74               |                  |                  |  |
|  | Ucraina  | Ucraina  | 47       |        |         | Undicesimo posto | Undicesimo posto | Undicesimo posto |  |
|  | Ucraina  | Ucraina  | 47       |        |         |                  |                  |                  |  |
|  |          |          |          |        |         |                  |                  |                  |  |
|  |          |          |          |        |         | Russia           | Russia           | 83               |  |
|  |          |          |          |        |         | Russia           | Russia           | 83               |  |
|  |          |          |          |        |         | Ucraina          | Ucraina          | 63               |  |

#### Tabellone gare 5º - 8º posto
|  | Playoffs | Playoffs | Playoffs |          |          | Quinto posto  | Quinto posto  | Quinto posto  |  |
|  |          |          |          |          |          |               |               |               |  |
|  | Lettonia | Lettonia | 76       |          |          |               |               |               |  |
|  | Lettonia | Lettonia | 76       |          |          |               |               |               |  |
|  | Grecia   | Grecia   | 74       |          |          |               |               |               |  |
|  | Grecia   | Grecia   | 74       |          | Lettonia | Lettonia      | 63            |               |  |
|  |          |          |          |          | Lettonia | Lettonia      | 63            |               |  |
|  |          |          | Germania | Germania | 80       |               |               |               |  |
|  | Germania | Germania | Germania | Germania | 80       | 65            |               |               |  |
|  | Germania | Germania |          |          |          | 65            |               |               |  |
|  | Slovenia | Slovenia | 53       |          |          | Settimo posto | Settimo posto | Settimo posto |  |
|  | Slovenia | Slovenia | 53       |          |          |               |               |               |  |
|  |          |          |          |          |          |               |               |               |  |
|  |          |          |          |          |          | Grecia        | Grecia        | 61            |  |
|  |          |          |          |          |          | Grecia        | Grecia        | 61            |  |
|  |          |          |          |          |          | Slovenia      | Slovenia      | 80            |  |

#### Tabellone finale
|  | Playoffs | Playoffs |          |        | Finale      | Finale      |  |  | Finale | Finale |
|  |          |          |          |        |             |             |  |  |        |        |
|  |          |          |          |        |             |             |  |  |        |        |
|  |          |          |          |        |             |             |  |  |        |        |
|  | Serbia   | 74       |          |        |             |             |  |  |        |        |
|  | Serbia   | 74       |          |        |             |             |  |  |        |        |
|  | Lettonia | 65       |          |        |             |             |  |  |        |        |
|  | Lettonia | 65       | Serbia   | 68     |             |             |  |  |        |        |
|  |          |          | Serbia   | 68     |             |             |  |  |        |        |
|  |          | Lituania | 73       |        |             |             |  |  |        |        |
|  | Lituania | Lituania | 73       | 79     |             |             |  |  |        |        |
|  | Lituania |          |          | 79     |             |             |  |  |        |        |
|  | Grecia   | 43       |          |        |             |             |  |  |        |        |
|  | Grecia   | 43       | Lituania | 50     |             |             |  |  |        |        |
|  |          |          | Lituania | 50     |             |             |  |  |        |        |
|  |          | Francia  | 49       |        |             |             |  |  |        |        |
|  | Slovenia | Francia  | 49       | 54     |             |             |  |  |        |        |
|  | Slovenia |          |          | 54     |             |             |  |  |        |        |
|  | Francia  | 77       |          |        |             |             |  |  |        |        |
|  | Francia  | 77       | Francia  | 66     | Terzo posto | Terzo posto |  |  |        |        |
|  |          |          | Francia  | 66     | Terzo posto | Terzo posto |  |  |        |        |
|  |          | Spagna   | 59       |        |             |             |  |  |        |        |
|  | Germania | Spagna   | 59       | 47     | Serbia      | 66          |  |  |        |        |
|  | Germania |          |          | 47     | Serbia      | 66          |  |  |        |        |
|  | Spagna   | 73       |          | Spagna | 67          |             |  |  |        |        |
|  | Spagna   | 73       |          |        | 67          |             |  |  |        |        |
|  |          |          |          |        |             |             |  |  |        |        |
|  |          |          |          |        |             |             |  |  |        |        |

## Classifica finale
|  | Retrocesse in Division B |

| Campione d'Europa | Campione d'Europa | Campione d'Europa |
| --- | ----------------- | --- |
| Lituania under 204 Vaitiekūnas, 5 Pukis, 6 Aniulis, 7 Ulanovas, 8 Redikas, 9 Giedraitis, 10 Mockevičius, 11 Sabonis, 12 Skučas, 13 Čižauskas, 14 Jakštas, 15 Butkevičius, All. Kazys Maksvytis |                   | |
| Argento | Francia           | Francia under 204 Thalien, 5 Julien, 6 Toupane, 7 Labeyrie, 8 Jean-Charles, 9 Westermann, 10 Invernizzi, 11 Pelos, 12 Kurtić, 13 Gobert, 14 Pinda, 15 Pourchot, All. Jean-Aimé Toupane                                |
| Bronzo | Spagna            | Spagna under 204 Servera, 5 Pozas, 6 Sanz, 7 Fernández, 8 Suárez, 9 Barrera, 10 Abrines, 11 Díez, 12 Oriola, 13 Tomàs, 14 Olaizola, 15 Guerra, All. Luis Guil                                                         |
| 4. | Serbia            | Serbia under 204 Cvetković, 5 Lambić, 6 Miljenović, 7 Dangubić, 8 Bogdanović, 9 Mitrović, 10 Gujaničić, 11 Luković, 12 Bešović, 13 Drenovac, 14 Marinković, 15 Nastić, All. Aleksandar Džikić                         |
| 5. | Germania          | Germania under 204 Blessing, 5 Bright, 6 Bekteshi, 7 Mönninghoff, 8 Heckmann, 9 Wendt, 10 Theis, 11 Tolksdorf, 12 Schröder, 13 Voigtmann, 14 Neumann, 15 Richter, All. Frank Menz                                     |
| 6. | Lettonia          | Lettonia under 204 Vītiņš, 5 Siliņš, 6 Timma, 7 Bricis, 8 Vītols, 9 Saulitis, 10 Bērziņš, 11 Misters, 12 Čoders, 13 Strazdins, 14 Helmanis, 15 Bremers, All. Roberts Štelmahers                                       |
| 7. | Slovenia          | Slovenia under 204 Špan, 5 Rupnik, 6 Brodnik, 7 Prepelič, 8 Besedić, 9 Vašl, 10 Omić, 11 Rojc, 12 Pajić, 13 Lapornik, 14 Dimec, 15 Morina, All. Zmago Sagadin                                                         |
| 8. | Grecia            | Grecia under 204 Panagiōtaras, 5 Larentzakīs, 6 Velissariou, 7 Antōnakīs, 8 Motsenigos, 9 Dermitzakīs, 10 Tselentakīs, 11 Papadionysiou, 12 Melissaratos, 13 Zoumpos, 14 Tsaprounīs, 15 Kampourīs, All. Kōstas Missas |
| 9. | Turchia           | Turchia under 204 Sonsırma, 5 Eroğlu, 6 Candan, 7 Edge, 8 Dokuyan, 9 Geyik, 10 Tunçer, 11 Cantitiz, 12 Çalban, 13 Kizilca, 14 Tekin, 15 Kentli, All. Ertuğrul Erdoğan                                                 |
| 10. | Italia            | Italia under 204 Traini, 5 Touré, 6 Tessitori, 7 Saccaggi, 8 Parrillo, 9 Mian, 10 Laganà, 11 Ceron, 12 Spizzichini, 13 Abass, 14 Cefarelli, 15 Cicognani, All. Stefano Sacripanti                                     |
| 11. | Russia            | Russia under 204 Zacharov, 5 Varnakov, 6 Vichrov, 7 Zarjažko, 8 Goldyrev, 9 Makuškin, 10 Orlenko, 11 Truškin, 12 Razumov, 13 Gudumak, 14 Erškov, 15 Tichonin, All. Michail Solov'ëv                                   |
| 12. | Ucraina           | Ucraina under 204 Artamonov, 5 Mišula, 6 Prokopenko, 7 Šundel', 8 Krutous, 9 Belikov, 10 Bobrov, 11 Misjac', 12 Kuliš, 13 Virastjuk, 14 Pustovyj, 15 Zahreba, All. Volodymyr Koval'                                   |
| 13. | Svezia            | Svezia under 204 Person, 5 Barton, 6 Gaddefors, 7 Borg, 8 Eriksson, 9 Andersson, 10 Liljeqvist, 11 Asplund, 12 Guténius, 13 Öhrner, 14 Isaksson, 15 Norman, All. Stefan Bergman                                       |
| 14. | Montenegro        | Montenegro under 204 Ratković, 5 Kasalica, 6 Pajović, 7 Nikolić, 8 Grabovica, 9 Raickovic, 10 Mugoša, 11 Musović, 12 Latković, 13 Pavić, 14 Unkašević, 15 Radović, All. Mihailo Pavićević                             |
| 15. | Estonia           | Estonia under 204 Laane, 5 Vaab, 6 Metsalu, 7 Puidet, 8 Saare, 9 Paasoja, 10 Põld, 11 Raap, 12 Liivamägi, 13 Nurger, 14 Vaino, 15 Kalle, All. Andres Sõber                                                            |
| 16. | Georgia           | Georgia under 204 Tetelashvili, 5 Eliadze, 6 Pkhak'adze, 7 Burjanadze, 8 Bokolishvili, 9 Javakhshvili, 10 Machaladze, 11 Tenieshvili, 12 Alkhanaidze, 13 Rogava, 14 Lominashvili, 15 Sanadze, All. David Ustiashvili  |

## Riconoscimenti ai giocatori

### MVP del torneo
- Léo Westermann

### Miglior quintetto del torneo
- Léo Westermann
- Klemen Prepelič
- Edgaras Ulanovas
- Dani Díez
- Rudy Gobert

## Statistiche
Punti
| Pos. | Nome                   | Punti | Gare | PPG  |
| ---- | ---------------------- | ----- | ---- | ---- |
| 1.   | Marko Mugoša           | 162   | 9    | 18,0 |
| 2.   | Duda Sanadze           | 155   | 9    | 17,2 |
| 3.   | Beka Burjanadze        | 148   | 9    | 16,4 |
| 3.   | Giannoulīs Larentzakīs | 147   | 9    | 16,3 |
| 5.   | Klemen Prepelič        | 114   | 7    | 16,3 |

Rimbalzi
| Pos. | Nome              | Rim. | Gare | RPG |
| ---- | ----------------- | ---- | ---- | --- |
| 1.   | V"jačeslav Bobrov | 71   | 8    | 8,9 |
| 2.   | Beka Burjanadze   | 76   | 9    | 8,4 |
| 3.   | Danilo Nikolić    | 69   | 9    | 7,7 |
| 4.   | Alen Omić         | 69   | 9    | 7,7 |
| 5.   | Vladislav Truškin | 57   | 8    | 7,1 |

Assist
| Pos. | Nome              | Ass. | Gare | APG |
| ---- | ----------------- | ---- | ---- | --- |
| 1.   | Klym Artamonov    | 42   | 8    | 5,3 |
| 2.   | Klemen Prepelič   | 34   | 7    | 4,9 |
| 3.   | Vytenis Čižauskas | 41   | 9    | 4,6 |
| 4.   | Léo Westermann    | 39   | 9    | 4,3 |
| 5.   | Andrej Pajović    | 37   | 9    | 4,1 |